# Kalopanax septemlobus
Kalopanax septemlobus là một loài thực vật có hoa trong Họ Cuồng. Loài này được (Thunb.) Koidz. mô tả khoa học đầu tiên năm 1925.